# Shepton Mallet
Shepton Mallet ist eine Stadt und ein Civil parish in der Grafschaft Somerset, England. Shepton Mallet ist 42,5 km von Taunton entfernt. Im Jahr 2011 hatte es eine Bevölkerung von 10.369. Shepton Mallet wurde 1086 im Domesday Book als Sepetone/Sepetona erwähnt.

## Söhne und Töchter der Stadt
- Robert Allen (1916–2001), Fußballspieler
- Dave Morgan (1944–2018), Autorennfahrer und Renningenieur
- Amber Anderson (* 1992), Model und Filmschauspielerin